# ガリ地区
ガリ地区（ガリちく）は中華人民共和国チベット自治区に位置する地区のひとつ。自治区の西部を占める。ガリー（མངའ་རིས་ mnga' ris）はチベット高原西部地域を指す歴史的地域名。日本語ではチベット語に基づく「ガリ地区」、「ンガリ」、漢字表記「阿里」からの重訳の「アリ地区」という表記が見られる。英語表記では Ngari。
平均海抜4,500m。政治経済上の中心都市は、獅泉河鎮。
古くは、シャンシュン王国、グゲ王国があり、西部チベットの中心であった。

## 地理

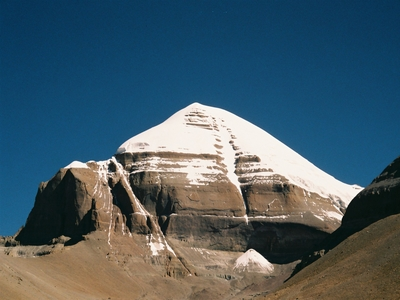
カイラス山

西蔵自治区の西部に位置する。南はインドのヒマーチャル・プラデーシュ州、シガツェ市、東はナチュ地区、北は新疆ウイグル自治区、西はインド、パキスタン間で係争中のカシミール地方と接する。インドとの帰属問題を抱えるアクサイチンを含む。
南部のブラン県にはいくつもの宗教の聖地とされるカイラス山や、ラークシャスタール湖とマーナサローワル湖という2つの大きな湖がある。
- グゲ遺跡

### 都市
- 獅泉河（歴史的にはンガリ、中: 噶爾、中: 阿里とも呼ばれる）。この都市の名前の由来となった獅泉河（Sênggê zangbo）が、蔵文拼音による音写によりローマ字で英: Senge zangbu、ワイリー方式で英: Seng ge gtsang po、漢字で「中: 森格蔵布」と充てられている。中心街からG219国道で南へ60kmほど離れた場所にガリ空港がある。
- 普蘭（プラン） - ネパールへの交易路上の街
- 札達（ツァンダ）

## 歴史
ガリ地区にはシャンシュン王国（象雄、小羊同）という国があり、ボン教が栄えていた。7世紀に中央チベットで栄えた吐蕃を支配する一族も、この地区出身だったと言われている。シャンシュン王国は7世紀半ばに吐蕃に滅ぼされた。10世紀には吐蕃から分かれたグゲ王国が仏教国として栄えた。

## 行政区画
本地区には、以下の7県（ゾン）がある。
| ガリ地区の地図                                                       | ガリ地区の地図 | ガリ地区の地図 | ガリ地区の地図 | ガリ地区の地図 | ガリ地区の地図    | ガリ地区の地図 | ガリ地区の地図 | ガリ地区の地図 | ガリ地区の地図  |
| -------------------------------------------------------------------- | -------------- | -------------- | -------------- | -------------- | ----------------- | -------------- | -------------- | -------------- | --------------- |
| プラン県 ツァンダ県 ガル県 ルトク県 ゲギェ県 ゲルツェ県 ツォチェン県 |                |                |                |                |                   |                |                |                |                 |
| #                                                                    | 県名           | 簡体表記       | ピンイン       | チベット語表記 | ワイリー方式      | 英語表記       | 人口（2010年） | 面積a (km²)    | 人口密度 (/km²) |
| 1                                                                    | ガル県         | 噶尔县         | Gá'ěr Xiàn     | སྒར་རྫོང་         | sgar rdzong       | Ngari          | 16,901         | 13,179         | 1.28            |
| 2                                                                    | プラン県       | 普兰县         | Pǔlán Xiàn     | སྤུ་ཧྲེང་རྫོང་       | spu hreng rdzong  | Burang         | 9,657          | 24,602         | 0.39            |
| 3                                                                    | ツァンダ県     | 札达县         | Zhádá Xiàn     | རྩ་མདའ་རྫོང་      | rtsa mda' rdzong  | Zanda          | 6,883          | 18,083         | 0.38            |
| 4                                                                    | ルトク県       | 日土县         | Rìtǔ Xiàn      | རུ་ཐོག་རྫོང་       | ru thog rdzong    | Rutog          | 9,738          | 77,096         | 0.12            |
| 5                                                                    | ゲギェ県       | 革吉县         | Géjí Xiàn      | དགེ་རྒྱས་རྫོང་      | dge rgyas rdzong  | Gê'gyai        | 15,483         | 46,117         | 0.33            |
| 6                                                                    | ゲルツェ県     | 改则县         | Gǎizé Xiàn     | སྒེར་རྩེ་རྫོང་       | sger rtse rdzong  | Gêrzê          | 22,177         | 135,025        | 0.16            |
| 7                                                                    | ツォチェン県   | 措勤县         | Cuòqín Xiàn    | མཚོ་ཆེན་རྫོང་      | mtsho chen rdzong | Coqên          | 14,626         | 22,980         | 0.63            |

- ツァンダ県には、10世紀にグゲ王国の仏教都市のツァパラン（英語版）があったが、17世紀にラダック王国に滅ぼされた。かつてトーリン（托林）と呼ばれていたが、1956年にツァパラン（札布譲）とダバ（達巴）が合併して札達となった[2]。中心都市トーリン（英語版）（托林）には、町の北側をランチェン・ツァンポ（朗欽蔵布河）が流れ、古刹の托林寺（中国語版）の他、グゲ王国の遺跡が数多く残る。
- インド、ネパールの貿易拠点として栄えたが、中印の国境紛争以降は国境が閉ざされたため振るわない[2]。

### 年表
この節の出典

#### ド・ガルプン
- 1951年5月23日 - 中華人民共和国チベット地方ド・ガルプンが成立。ガルトクゾン・ルトクゾン・ダバゾンが発足。(3ゾン)
- 1952年 - ド・ガルプンがガリ・チキャプに改称。

#### ガリ・チキャプ
- 1952年 - ド・ガルプンがガリ・チキャプに改称。(4ゾン1シカ)
  - ダバ・ゾンの一部が分立し、プランゾン・ドンパロチャンシカが発足。
- 1955年3月9日 - ガリ・チキャプがガリ弁事処に改称。

#### ガリ弁事処
- 1955年3月9日 - ガリ・チキャプがガリ弁事処に改称。(5ゾン3シカ)
  - ガルトク・ゾンの一部が分立し、ツァプランゾン・ゲギェシカ・ゲルツェシカが発足。
  - ガルトク・ゾンがガル・ゾンに改称。
- 1956年 - ツァプランゾン・ダバゾンが合併し、ツァンダ・ゾン弁事処が発足。(3ゾン3シカ1弁事処)
- 1959年10月8日 - ガル・ゾンが県制施行し、ガル県となる。(1県2ゾン3シカ1弁事処)
- 1960年1月7日 - ガル県・プランゾン・ルトクゾン・ドンパロチャンシカ・ゲギェシカ・ゲルツェシカ・ツァンダゾン弁事処がガリ専区に編入。

#### チベット地方ガリ専区
- 1960年1月7日 - ガリ弁事処ガル県・プランゾン・ルトクゾン・ドンパロチャンシカ・ゲギェシカ・ゲルツェシカ・ツァンダゾン弁事処を編入。ガリ専区が成立。(1県2ゾン3シカ1弁事処)
- 1960年5月 - ツァンダ・ゾン弁事処が県制施行し、ツァンダ県となる。(2県2ゾン3シカ)
- 1960年8月 - ゲギェ・シカが県制施行し、ゲギェ県となる。(3県2ゾン2シカ)
- 1960年10月 (6県1ゾン)
  - ゲルツェ・シカが県制施行し、ゲルツェ県となる。
  - ドンパロチャン・シカが県制施行し、ドンパ県となる。
  - プラン・ゾンが県制施行し、プラン県となる。
- 1961年3月 - ルトク・ゾンが県制施行し、ルトク県となる。(7県)
- 1962年11月22日 - ドンパ県がシガツェ専区に編入。(6県)
- 1965年8月23日 - チベット自治区の成立により、チベット自治区シガツェ専区となる。

#### チベット自治区ガリ地区
- 1970年11月20日 - ガリ専区がガリ地区に改称。(7県)
  - ゲルツェ県の一部が分立し、ツォチェン県が発足。
- 1983年10月8日 - シガツェ地区ドンパ県の一部が分立し、ルンガル(隆格爾)県が発足。(8県)
- 1999年9月21日 - ルンガル県がシガツェ地区ドンパ県に編入。(7県)

## 交通
- ガリ空港
- 219国道